# Aplidium elegans
Espèce
Synonymes
- Fragarium elegans Giard, 1872
- Fragaroides aurantiacum Maurice, 1888
- Parascidia elegans (Giard, 1872)
- Sidnyum elegans (Giard, 1872)

La fraise de mer (Aplidium elegans) est une espèce d'ascidies coloniales de la famille des polyclinidés.

## Description
Aplidium elegans se présente sous la forme de coussinet de couleur rose de 1 à 3 cm de haut sur un diamètre de 6 à 8 cm qui lui ont donné son nom de fraise de mer.
Les individus sont groupés autour de canaux cloacaux sinueux et maintenus dans une tunique commune, le cormus. Les siphons buccaux sont légèrement proéminents et bordés de huit petites excroissances blanches caractéristiques de la fraise de mer.

## Répartition
Aplidium elegans est répartie sur toute la façade atlantique et en Manche mais elle est également présente en Méditerranée occidentale.

## Classification et systématique
Cette espèce fut pour la première fois décrite par Alfred Giard en 1872 dans son ouvrage Recherches sur les ascidies composées ou synascidies sous le nom Fragarium elegans.